# Nyírtelek
Nyírtelek ist eine ungarische Stadt im Kreis Nyíregyháza im Komitat Szabolcs-Szatmár-Bereg. Zur Stadt gehören mehr als ein Dutzend Ortsteile, von denen Belegrád, Görögszállás, Varjúlapos, Gyulatanya und Bedőbokor die meisten Einwohner haben. Nyírtelek erhielt 2005 den Status einer Stadt.

## Geografische Lage
Nyírtelek liegt neun Kilometer nordwestlich des Zentrums der Kreisstadt und des Komitatssitzes Nyíregyháza. Nachbargemeinden sind Buj, Kótaj, Tiszanagyfalu, Tiszaeszlár und Nagycserkesz.

## Städtepartnerschaften
- Grybów, Polen, seit 2006[3]
- Rakoschyno (Ракошино), Ukraine, seit 2005[3]
- Veľký Šariš, Slowakei, seit 2005[3]

## Sehenswürdigkeiten
- Evangelische Kirche
- Griechisch-katholische Kirche Szent István király, erbaut 1997
- Römisch-katholische Kirche Szent Anna, erbaut 1880
- Römisch-katholische Kirche Szent József, erbaut 1935
- Römisch-katholische Kapelle Világ Királynője, erbaut Ende des 19. Jahrhunderts, im Ortsteil Ferenctanya
- Römisch-katholische Kapelle Szent Erzsébet, im Ortsteil Belegrád
- Römisch-katholische Kapelle, im Ortsteil Gyulatanya
- Römisch-katholische Kapelle, im Ortsteil Varjúlapos
- Schloss Dessewffy
- Szentháromság-Statue aus dem 18. Jahrhundert
- Szent-Vendel-Statue

## Verkehr
Nach Nyírtelek führt die Hauptstraße Nr. 38. Es bestehen Bahnverbindungen nach Nyíregyháza und Szerencs. Weiterhin gibt es Busverbindungen nach Nyíregyháza.